# 2595 Gudiachvili
2595 Gudiachvili (1979 KL) là một tiểu hành tinh vành đai chính được phát hiện ngày 19 tháng 5 năm 1979 bởi Richard Martin West ở Đài thiên văn La Silla.